# Thomas Harriot
Thomas Harriot (Oxford, rond 1560 - Londen, 2 juli 1621) was een Engels astronoom,  wiskundige, etnograaf en vertaler. Sommige bronnen geven zijn naam als Harriott, Hariot of Heriot. Hij wordt soms gecrediteerd met de introductie van de aardappel in Groot-Brittannië en Ierland. Harriot was de eerste persoon die op 26 juli 1609, meer dan vier maanden voor Galileo, een tekening van de maan maakte, zoals deze door een telescoop te zien was.
Na zijn afstuderen aan de Universiteit van Oxford reisde Harriot naar de Amerika's. Hij sloot zich in 1585 aan bij de expeditie naar Roanoke-eiland. Deze expeditie werd gefinancierd door Walter Raleigh en werd geleid door Sir Ralph Lane. Harriot was een belangrijk lid van deze expeditie. Hij leerde de Carolina Algonkin taal van twee indianen, Wanchese en Manteo. Na  zijn terugkeer in Engeland werkte hij voor de 9e graaf van Northumberland. In dienst van de graaf werd hij een zeer productief wiskundige en astronoom aan wie onder andere de theorie van de lichtbreking wordt toegeschreven.
In Groot-Brittannië krijgt Harriot de eer de eerste te zijn geweest die waarnemingen deed aan zonnevlekken. Tussen 1610 en 1613 deed hij bijna 200 observaties. Uit deze waarnemingen kon hij de rotatiesnelheid van de Zon berekenen.

## Voetnoten
1. ↑  Find a Grave.
2. ↑  Sir Walter Raleigh - Amerikaanse kolonies
3. ↑  Celebrating Thomas Harriot, the world's first telescopic astronomer (RAS PN 09/47). ras.org.uk (2011 [last update]).